# Witan Sulaeman
Witan Sulaeman (Palu, Indonesia, 8 de octubre de 2001) es un futbolista de Indonesia que juega en la posición de extremo con el Persija Jakarta de la Liga 1 de Indonesia desde el año 2023.

## Carrera

### Club
| Periodo   | Club                      |
| --------- | ------------------------- |
| 2019      | PSIM Yogyakarta           |
| 2020-2021 | FK Radnik Surdulica       |
| 2021-2022 | Lechia Gdańsk             |
| 2022      | → FK Senica (cedido)      |
| 2022      | AS Trenčín                |
| 2023-     | Persija Jakarta           |
| 2024      | → Bhayangkara FC (cedido) |

### Selección nacional
Ha estado en el proceso de selecciones nacionales desde la categoría sub-20, participando en el Torneo Esperanzas de Toulon de 2017, en el Campeonato Sub-19 de la AFF del mismo año, en el Campeonato sub-19 de la AFC 2018 y tres ediciones de los Juegos del Sudeste Asiático.
Debutó con Indonesia el 25 de mayo de 2021 en un partido amistoso en Dubai ante Afganistán. El 11 de octubre de 2021 anotó su primer gol internacional en la victoria por 3-0 sobre China Taipéi por la clasificación para la Copa Asiática 2023.
El 12 de diciembre de 2021 Witan anotó en el Campeonato de la AFF 2020 ante Laos. El 22 de diciembre de 2021 Witan anotó ante Singapur en las semifinales del torneo. El 14 de junio de 2022 Witan anotó en la victoria por 7-0 sobre Nepal por la clasificación para la Copa Asiática 2023.
Witan fue convocado para jugar en el Campeonato de la AFF 2022 donde anotó en la victoria por 2-1 ante Camboya el 23 de diciembre de 2022.

## Logros

### Selección nacional
- AFF U-22 Youth Championship: 2019[12]
- Juegos del Sudeste Asiático: 2023[13]

### Individual
- Equipo Ideal del Campeonato de la AFF 2020
- Goleador de los Juegos del Sudeste Asiático de 2021.